# Delegação de Plateau na Assembleia Nacional da Nigéria
A delegação de Plateau na Assembleia Nacional da Nigéria compreende três Senadores, representando Plateau Sul, Plateau Central, e Plateau Norte, e oito   Representantes representando Pankshin/Kanke/Kanam, Bassa/Jos Norte, Mikang/Quan.Pan/Shendam, Jos Sul/Oeste, Langtang Norte/Sul, Barkin Ladi/Riyom, Wase, Mangu/Bokkos.

## Quarta República

### O 4º Parlamento (1999 - 2003)
|               |                          |         |                         |           |
| Cargo         | Nome                     | Partido | Eleitorado              | Período   |
|               |                          |         |                         |           |
| Senador       | Janfa Silas              | PDP     | Plateau Sul             | 1999–2003 |
| Senador       | Ibrahim N. Mantu         | PDP     | Plateau Central         | 1999–2003 |
| Senador       | Davou Zang               | PDP     | Plateau Norte           | 1999–2003 |
|               |                          |         |                         |           |
| Representante | Binuwai JosiahGobum      | PDP     | Pankshin/Kanke/Kanam    | 1999–2003 |
| Representante | Adeh LumumbaDah          | PDP     | Bassa/Jos Norte         | 1999–2003 |
| Representante | Damulak JafaruMuhaammadu | PDP     | Mikang/Quan.Pan/Shendam | 1999–2003 |
| Representante | Dung DanielSunday        | PDP     | JosSul/Oeste            | 1999–2003 |
| Representante | Lar VictorRampyal        | PDP     | Langtang Norte/Sul      | 1999–2003 |
| Representante | Song IsaChungwom         | PDP     | Barkin Ladi/Riyom       | 1999–2003 |
| Representante | Yero Ibrahim Bello       | PDP     | Wase                    | 1999–2003 |
| Representante | Yilkes BarminasAli       | PDP     | Mangu/Bokkos            | 1999–2003 |